# Faul niesportowy
Faul niesportowy (flagrant foul) – niedozwolony kontakt z przeciwnikiem w koszykówce, cięższy od zwykłego faulu.
Sędziowie odgwizdując taki faul, powinni się kierować poniższymi wytycznymi. Faul jest niesportowy, jeżeli:
- zawodnik nie stara się zagrać piłką i następuje kontakt
- w zamierzeniu zdobycia piłki zawodnik powoduje nadmierny kontakt (ciężki faul)
- obrońca w celu powstrzymania szybkiego ataku powoduje kontakt z zawodnikiem ataku z tyłu lub z boku, a na drodze pomiędzy tym zawodnikiem a atakowanym koszem nie ma żadnego zawodnika obrony.

Zawodnik podlega dyskwalifikacji do końca meczu, gdy zostaje ukarany 2 faulami niesportowymi lub 2 faulami technicznymi, lub 1 faulem technicznym i 1 faulem niesportowym. 
Karami za faul niesportowy są:
- jeśli faul został popełniony gdziekolwiek w granicach boiska, lub jeśli przewinienie zostało popełnione podczas akcji rzutowej, a rzut był niecelny - dwa rzuty wolne oraz piłka z boku na polu ataku;
- jeśli faul został popełniony podczas akcji rzutowej za trzy punkty, a rzut był niecelny - trzy rzuty wolne oraz piłka z boku na polu ataku;
- jeśli faul został popełniony podczas akcji rzutowej i rzut był celny (punkty zostają zaliczone) - jeden rzut wolny oraz piłka z boku na polu ataku.